# أوجيا (نييغاتا)
مدينة أوجيا (بالإنجليزية: Ojiya)‏ هي أحد المدن التابعة لمحافظة نييغاتا. تأسست رسميًا في 10/03/1954. ويقدر عدد سكانها بـ 39304 نسمة حسب تقدير مكتب الإحصاء الياباني لعام 2012. تبلغ مساحة أوجيا 155.12 كم2. بكثافة سكانية تبلغ 253 نسمة/كم2.

## أعلام
- ماو كوباياشي
- مايا كوباياشي
- هيدينوري عيسى